# Kærlighedens Herskerinde
Kærlighedens Herskerinde er en amerikansk stumfilm fra 1923 af Frank Lloyd.

## Medvirkende
- Norma Talmadge som Yoeland de Breux
- Conway Tearle som Rupert de Vrieac
- Wallace Beery som Duc de Tours
- Josephine Crowell som Catherine de' Medici
- Betty Francisco som Margot de Vancoire
- Claire McDowell som Margot's Aunt
- Courtenay Foote som Comte de la Roche